# Lívia (mãe de Anfilóquio)
Lívia (em latim: Livia) foi uma romana do século IV. Era esposa de Anfilóquio de Nazianzo e mãe de Anfilóquio de Icônio, Eufêmio da Capadócia e Teodósia. Era reconhecida por sua gentileza e sabedoria. Segundo Gregório de Nazianzo, seu parente, faleceu jovem antes do marido e filhos.